# فرودگاه بین‌المللی بلز دیان
فرودگاه بین‌المللی بلز دیان (به انگلیسی: Blaise Diagne International Airport) (به زبان بومی: Aéroport International Blaise Diagne) یک فرودگاه است . این فرودگاه در شهر داکار کشور سنگال قرار دارد .